# Troyes-7 (tổng)
Tổng Troyes-7 là một tổng của Pháp nằm ở tỉnh Aube trong vùng Grand Est.
Tổng này được tổ chức xung quanh Troyes ở quận Troyes. 

## Các đơn vị hành chính
| Xã                      | Dân số     | Mã bưu chính | Mã insee |
| ----------------------- | ---------- | ------------ | -------- |
| Bréviandes              | 1 926      | 10450        | 10060    |
| Rosières-près-Troyes    | 2 608      | 10430        | 10325    |
| Saint-Julien-les-Villas | 6 420      | 10800        | 10343    |
| Troyes                  | 60 958 (1) | 10000        | 10387    |

(1) một phần xã.

## Thông tin nhân khẩu
| 1962                                                     | 1968 | 1975 | 1982  | 1990  | 1999   |
| -------------------------------------------------------- | ---- | ---- | ----- | ----- | ------ |
| -                                                        | -    | -    | 9 269 | 9 997 | 10 954 |
| Nombre retenu à partir de 1962 : dân số không tính trùng |      |      |       |       |        |